# Siphamia cephalotes
Siphamia cephalotes är en fiskart som först beskrevs av Castelnau, 1875.  Siphamia cephalotes ingår i släktet Siphamia och familjen Apogonidae. Inga underarter finns listade i Catalogue of Life.